# كورديليرا ألتا
كورديليرا ألتا (بالبرتغالية: Cordilheira Alta‏)؛ بلدية في ولاية سانتا كاتارينا في المنطقة الجنوبية من البرازيل.